# Ганс Естерманн
Ганс Естерманн (нім. Hans Oestermann; 19 травня 1913, Бремерферде — 31 липня 1942, Атлантичний океан) — німецький офіцер-підводник, капітан-лейтенант крігсмаріне. 

## Біографія
1 квітня 1932 року вступив на флот. З вересня 1937 року — 1-й вахтовий офіцер на есмінці «Герман Шеманн». В липні-листопаді 1940 року пройшов курс підводника, в листопаді-грудні — курс командира підводного човна. З 15 січня по 21 липня 1941 року — командир підводного човна U-151, з 28 серпня 1941 року — U-754, на якому здійснив 3 походи (разом 153 дні в морі). 31 липня 1942 року U-754 був потоплений південніше Нової Шотландії глибинними бомбами канадського бомбардувальника «Хадсон». Всі 43 члени екіпажу загинули.
Всього за час бойових дій потопив 13 кораблів загальною водотоннажністю 55 659 тонн і пошкодив 1 корабель водотоннажністю 490 тонн.
| Дата            | Назва корабля         | Тип                  | Тоннаж | Вантаж | Екіпаж | Загинули | Країна             | Конвой |
| --------------- | --------------------- | -------------------- | ------ | --- | ------ | -------- | ------------------ | ------ |
| 21 січня 1942   | Belize                | Торговий пароплав    | 2,153  | | 24     | 24       | Норвегія           |        |
| 22 січня 1942   | William Hansen        | Торговий пароплав    | 1,344  | Баласт | 19     | 14       | Норвегія           |        |
| 25 січня 1942   | Mount Kitheron        | Торговий пароплав    | 3,876  | 5070 тонн вугілля                                                                                                 | 36     | 12       | Королівство Греція | ON-55  |
| 27 січня 1942   | Icarion               | Торговий пароплав    | 4,013  | Баласт | 29     | 9        | Королівство Греція | ON-53  |
| 23 березня 1942 | British Prudence      | Тепловий танкер      | 8,620  | 12 000 тонн мазуту                                                                                                | 50     | 3        | Британська імперія | HX-181 |
| 31 березня 1942 | Menominee             | Паровий буксир       | 441    | 3 баржі на буксирі                                                                                                | 18     | 16       | США                |        |
| 31 березня 1942 | Ontario (пошкоджений) | Баржа                | 490    | Пиломатеріали | 3      | 0        | США                |        |
| 31 березня 1942 | Allegheny             | Баржа                | 914    | 1448 тонн вугілля                                                                                                 | 3      | 0        | США                |        |
| 31 березня 1942 | Barnegat              | Баржа                | 914    | 1511 тонн вугілля                                                                                                 | 3      | 0        | США                |        |
| 1 квітня 1942   | Tiger                 | Паровий танкер       | 5,992  | 64 321 барель мазуту ВМС                                                                                          | 42     | 1        | США                |        |
| 3 квітня 1942   | Otho                  | Торговий пароплав    | 4,839  | 4400 тонн марганцевої руди, 1300 тонн пальмової олії і 750 тонн олова                                             | 53     | 32       | США                |        |
| 6 квітня 1942   | Kollskegg             | Тепловий танкер      | 9,858  | 8000 тонн сирої нафти і 6300 тонн мазуту                                                                          | 42     | 4        | Норвегія           |        |
| 29 червня 1942  | Waiwera               | Торговий теплохід    | 12,435 | 12933 тонни продовольчих товарів, в тому числі 5500 тонн вершкового масла, яловичини і чаю, та 2100 мішків пошти. | 105    | 8        | Британська імперія |        |
| 28 липня 1942   | Ebb                   | Рибальський теплохід | 260    | 38 тонн льоду і провіанту                                                                                         | 17     | 5        | США                |        |

## Звання
- Кандидат в офіцери (1 квітня 1932)
- Морський кадет (4 листопада 1932)
- Фенріх-цур-зее (1 січня 1934)
- Оберфенріх-цур-зее (1 вересня 1935)
- Лейтенант-цур-зее (1 січня 1936)
- Оберлейтенант-цур-зее (1 жовтня 1937)
- Капітан-лейтенант (1 лютого 1940)

## Нагороди
- Медаль «За вислугу років у Вермахті» 4-го класу (4 роки)